# Джапа-Салды
Джапа-Салды (кирг. Жапа-Салды) — село в Ала-Букинском районе Джалал-Абадской области Кыргызстана. Входит в состав Ак-Тамского айылного аймака.

## География
Село расположено в юго-западной части области, на расстоянии приблизительно 6 километров (по прямой) к северо-востоку от села Ала-Бука, административного центра района. Абсолютная высота — 1372 метра над уровнем моря.

## Население
Согласно оценочным данным Национального статистического комитета Кыргызской Республики, численность населения села на начало 2023 года составляла 2679 человек.
| год     | 2009 | 2014 | 2015 | 2020 | 2021 | 2023 |
| ------- | ---- | ---- | ---- | ---- | ---- | ---- |
| человек | 1754 | 2157 | 2407 | 2595 | 2621 | 2679 |